# Chip Pashayan
Chip Pashayan właściwie Charles Pashayan Jr. (ur. 27 marca 1941 we Fresno) – amerykański polityk, członek Partii Republikańskiej.

## Działalność polityczna
W okresie od 3 stycznia 1979 do 3 stycznia 1991 przez sześć kadencji był przedstawicielem 17. okręgu wyborczego w stanie Kalifornia w Izbie Reprezentantów Stanów Zjednoczonych.